# Sixavan
Sixavan är en sjö i Falu kommun i Dalarna och ingår i Gavleåns huvudavrinningsområde. Sjön har en area på 0,0608 kvadratkilometer och ligger 294,8 meter över havet. Sjön avvattnas av vattendraget Sixån.

## Delavrinningsområde
Sixavan ingår i det delavrinningsområde (675990-151198) som SMHI kallar för Utloppet av Sixavan. Medelhöjden är 324 meter över havet och ytan är 0,56 kvadratkilometer. Räknas de 9 avrinningsområdena uppströms in blir den ackumulerade arean 51,39 kvadratkilometer. Sixån som avvattnar avrinningsområdet har biflödesordning 2, vilket innebär att vattnet flödar genom totalt 2 vattendrag innan det når havet efter 119 kilometer. Avrinningsområdet består mestadels av skog (84 procent). Avrinningsområdet har 0,07 kvadratkilometer vattenytor vilket ger det en sjöprocent på 11,7 procent.